# Adam Rzewuski (opat)
Adam Rzewuski herbu Krzywda (zm. 1776) – kanonik krakowski w latach 1757–1764, kanclerz kapituły katedralnej lwowskiej w 1753 roku, kanonik lwowskiej kapituły katedralnej w 1753 roku, opat komendatoryjny wągrowiecki w 1760 roku, członek konfederacji barskiej.
Był synem wojewody podlaskiego Michała i Franciszki Cetner.